# ويمان بيوري
ويمان بيوري (بالإنجليزية: George Wyman Bury)‏، يعتبر من الرحالة الذين جابوا شبه الجزيرة العربية.

## نشأته
من الضباط البريطانين الذي شارك الثوار بحروبهم في بلاد المغرب عام 1895م، وعاش في اليمن خصوصاً مع سكان العبدلي؛ فكان يُطلق عليه عبد الله منصور حتى أنه يتقيد بزيهم من حيث لبس الخنجر، وتعلم لغتهم حتى اتقنها وقد زار من الأماكن اليمنية يشبوم التي تعد أقدم الأسر في التاريخ حين قاومت الغزو الروماني عام 24 قبل الميلاد، وكما أنه أول انجليزي يقضي شهر العسل في صنعاء، وكانت بدايات معرفته بجنوب اليمن حين وصل عدن عام 1896م وعمره لا يتجاوز 22 حين استخدمته بريطانيا للتجسس على المنطقة وسرعان ما فصلته من الخدمة بعد أن اتهمته بالفساد.

## رحلاته وجهوده
- كان من رحلاته عبوره نيساد إلى وادي بيجان
- اهتم برحلاته في جمع النباتات وأخذ العينات منها إلى المتحف البريطاني
- تميزت كتاباته بقوة الملاحظة حيث يكتب عن الرجال الذين قابلهم، كما يظهر في كتاباته خصوماته المتعددة، والجانب الآخر يبرز إنسانية الناس الذين التقى بهم.
- تحدث الرحالة ويمان عن أهل نجران؛ فيقول:«خلال عملي في جمع المعلومات عن الحياة الحيوانية مارست بعض العلاج مما قربني من اليمنيين كما قابلت خلال وجودي بها يقصد اليمن أناساً من نجران ولم اتمكن التحادث معهم لاختلاف اللهجات وكانوا ممن يعيشون على أطراف الربع الخالي..»، وكما تحدث عن الملك عبد العزيز قائلاً: «يستعين بمشاورة أهل الرأي البارعين وهدفه توحيد قبائل الجزيرة العربية في سلطة مركزية في نجد..»[2]

## مؤلفاته
ألف عن رحلاته كتابين عن اليمن يدعى الأول أرض روز الذي وصف من خلاله السنوات التي عمل فيها موظفاً في استخبارات القوة الإستعمارية بجنوب اليمن، والآخر العربية غير السعيدة أو الترك في اليمن.

## انظر ايضاً
- تشارلز داوتي
- كارستن نيبور
- جيرارد ليتشمان

## وصلات خارجية
- أقلام رحالة توطن ملامح شخصية “المؤسس”.